# Marchmont House

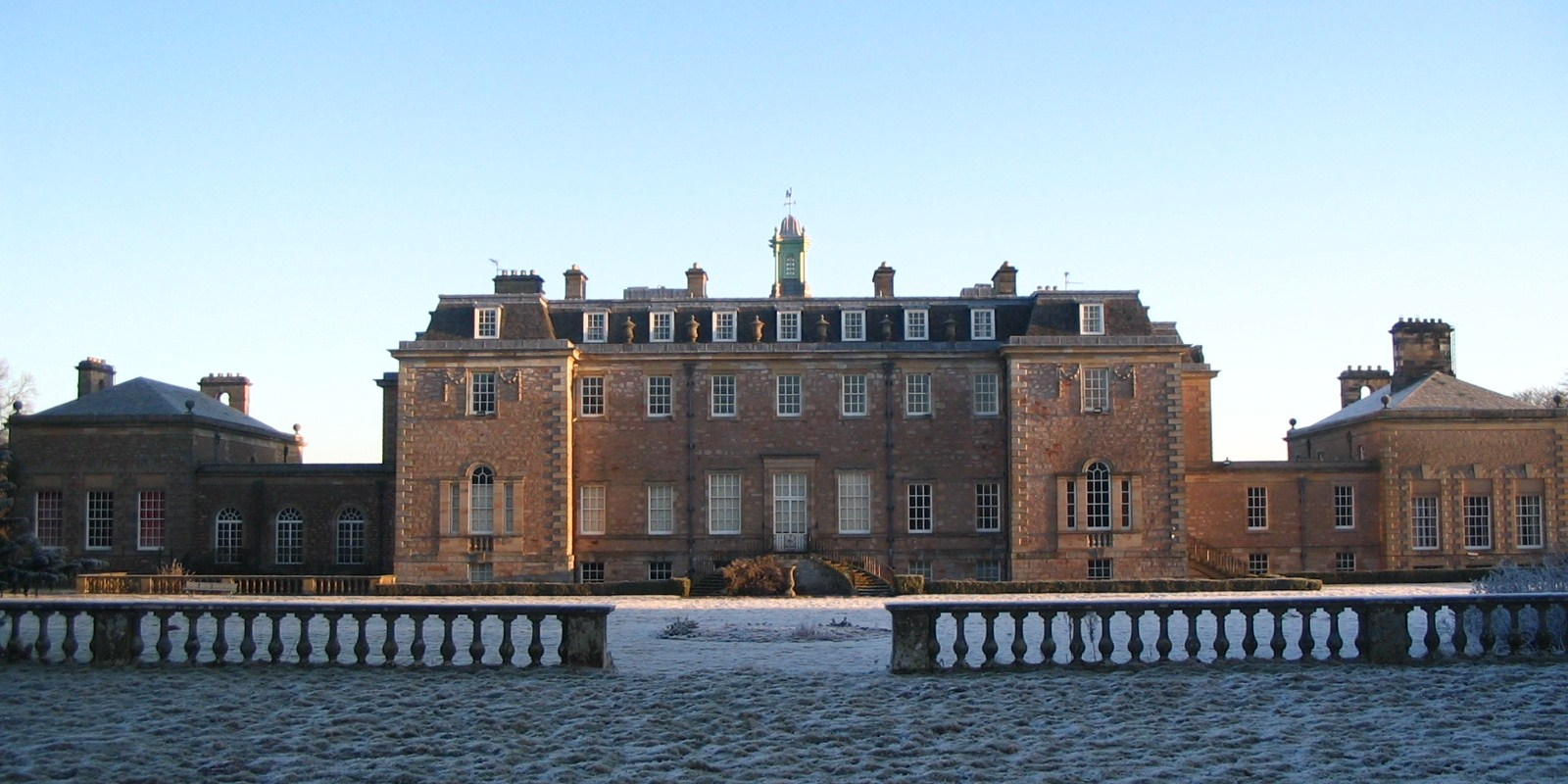
Marchmont House

Marchmont House ist ein Herrenhaus nahe der schottischen Ortschaft Greenlaw in der Council Area Scottish Borders. 1971 wurde das Bauwerk in die schottischen Denkmallisten in der höchsten Denkmalkategorie A aufgenommen. Des Weiteren bildet Marchmont House zusammen mit verschiedenen Außengebäuden ein Denkmalensemble der Kategorie B. Der zugehörige Taubenturm ist wie das Haupthaus eigenständig als Kategorie-A-Bauwerk klassifiziert. Zuletzt ist das Gesamtanwesen im schottischen Register für Landschaftsgärten verzeichnet. In drei von sieben Kategorien wurde das höchste Prädikat „herausragend“ verliehen.

## Geschichte
Nachdem Patrick Hume durch die Umstürze der Glorious Revolution rehabilitiert und in hohe politische Ämter gelangt war, wurde er zum ersten Earl of Marchmont erhoben. Sein Sohn Alexander Hume-Campbell, 2. Earl of Marchmont beauftragte 1724 den schottischen Architekten William Adam mit der Planung eines Herrenhauses auf dem Anwesen. Auf Grund der hohen Kosten wurde der Bau des Herrenhauses jedoch zunächst zurückgestellt und mit der Anlage der Parks und Gärten begonnen.
Erst sein Erbe Hugh Hume-Campbell, 3. Earl of Marchmont griff die Pläne wieder auf. Er entschied sich jedoch für einen Entwurf des Architekten Thomas Gibson, der zwischen 1750 und 1754 umgesetzt wurde. 1834 wurde William Burn mit der Umgestaltung des Herrenhauses beauftragt. Nachdem das Anwesen zunächst innerhalb der Familie vererbt wurde, wurde es 1913 an John McEwen, 1. Baronet veräußert. Dieser beauftragte Robert Lorimer mit einer weiteren Überarbeitung von Marchmont House. Während des Zweiten Weltkriegs beherbergte das Gebäude eine Schule für evakuierte Kinder aus Edinburgh. 1980 wurde das Anwesen an die Sue Ryder Foundation verkauft, die dort eine Behinderteneinrichtung betrieb. 2007 erwarb die Marchmont Farms Ltd das Herrenhaus.

## Beschreibung
Marchmont House liegt isoliert inmitten eines weitläufigen Anwesens rund vier Kilometer nordöstlich von Greenlaw und sechs Kilometer südwestlich von Duns. Mit den letzten Ausläufern der Lammermuir Hills im Nordwesten und dem Blick auf die Cheviot Hills im Süden, ist Marchmont House in eine landschaftlich reizvolle Umgebung eingebettet. Das klassizistisch ausgestaltete Herrenhaus weist einen H-förmigen Grundriss auf. Über Blendmauern mit dem Corps de Logis verbundene Pavillons flankieren Marchmont House.

## Taubenturm

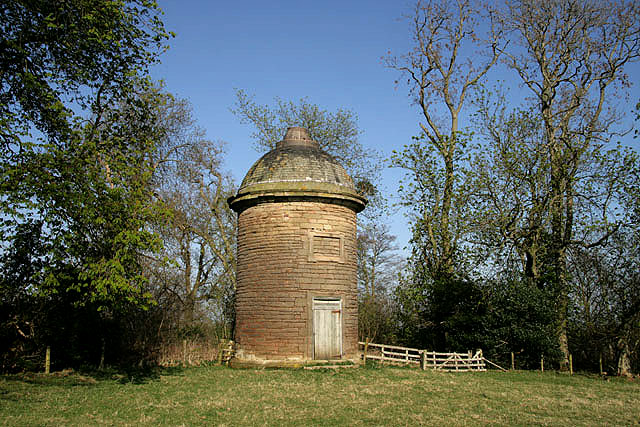
Taubenturm von Marchmont House

Der Taubenturm steht am Ende der Lindenallee rund zwei Kilometer nordöstlich des Herrenhauses. 1749 führte der Steinmetz James Williamson die Arbeiten aus. Das Mauerwerk des Rundturms besteht aus Bruchstein vom Sandstein, der grob behauen zu einem Schichtenmauerwerk verbaut wurde. Öffnungen sind mit Natursteindetails abgesetzt. Die schlichte Eingangstüre befindet sich an der Südwestseite. Darüber ist ein Rahmen mit fehlender Platte eingelassen. Der Turm schließt mit einer schiefergedeckten Kuppel mit aufsitzender Laterne. In diese sind Einfluglöcher eingelassen. Im Inneren sind 532 hölzerne Nistkästen gereiht.